# Setophaga nigrescens
Setophaga nigrescens е вид птица от семейство Parulidae. Видът е незастрашен от изчезване.

## Разпространение
Разпространен е в Канада, Гватемала, Мексико и САЩ.